# Argirita
Argirita là một đô thị thuộc bang Minas Gerais, Brasil. Đô thị này có diện tích 159,326 km², dân số năm 2007 là 2995 người, mật độ 20,3 người/km².